# Monte Bogong
Il Monte Bogong, /ˈboʊɡɒŋ/, situato nel Parco Nazionale Alpino e parte delle Alpi Vittoriane e della Grande Catena Divisoria, è la più alta vetta dello stato di Victoria, in Australia, con un'altezza di 1986 metri s.l.m.
Il Big River ("grande fiume") separa il massiccio della montagna dalla grande pianura del Bogong a sud. Dalla vicina città di Mount Beauty fino alla sua sommità, il Monte Bogong si erge per oltre 1600 metri, una vetta tra le maggiori in Australia, non solo in termini di altezza rispetto al livello del mare, ma anche di dislivello tra pianura e sommità.